# Chionis (Olympionike)
Chionis (altgriechisch Χίονις) aus Sparta war ein Sieger der Olympischen Spiele.
Dem antiken Reiseschriftsteller Pausanias zufolge war Chionis siebenfacher Sieger der Olympischen Spiele, wobei er viermal im Stadionlauf und dreimal im doppelten Stadionlauf (Diaulos) siegreich war. Seinen ersten Sieg errang er in den 28., die nächsten beiden in den 29. und 30. Olympischen Spielen (668–660 v. Chr.). In Olympia und Sparta befanden sich vermeintlich von ihm selbst gestiftete Tafeln, auf der seine olympischen Siege sowie die von anderen Agonen verzeichnet waren, zudem war auf der Tafel in Olympia vermerkt, dass zur Zeit seiner Siege der Waffenlauf (Hoplitodromos) noch nicht als olympische Disziplin eingeführt worden war. Da der Waffenlauf aber erst erheblich später, in den 65. Olympischen Spielen 520 v. Chr., eingeführt wurde, kommt Pausanias zudem Schluss, dass Chionis die Tafel keinesfalls selbst aufgestellt haben kann. Ebenso erklärt er, dass die Statue, die neben der Inschriftentafel in Olympia aufgestellt war, kein authentisches Porträt des Chionis sein könne, da sie ein Werk des Bildhauers Myron sei, der erst im 5. Jahrhundert v. Chr. lebte. Nach seinen Erfolgen als Athlet soll Chionis an der Kolonisierung Libyens beteiligt gewesen sein und Battos I. bei der Gründung von Kyrene unterstützt haben.
Dem Reisehandbuch des Pausanias zufolge befand sich die Ehreninschrift für Chionis in Sparta in direkter Nähe zu den Gräbern der Agiaden, einer der beiden spartanischen Königsdynastien. Daher wurde angenommen, dass die öffentlichkeitswirksame Darstellung von Chionis' Leistungen im 5. Jahrhundert dadurch begründet war, dass die Agiaden, die zu diesem Zeitpunkt unter anderem durch die umstrittene Politik des Königs Pausanias an Ansehen in Sparta verloren hatten, ihre öffentliche Reputation wieder aufbessern wollten, indem sie aktiv die Heroisierung des früheren Olympiasiegers und Städtegründers vorantrieben.
In der bei Eusebius von Caesarea erhaltenen Chronik des Sextus Iulius Africanus ist er im Unterschied zur Darstellung bei Pausanias als Sieger im Stadionlauf der 29., 30. und 31. Spiele gelistet (664–656 v. Chr.). Es wird vermerkt, dass Chionis über eine Distanz von 52 Fuß springen konnte.